# Neopurcellia salmoni
Genre
Espèce
Neopurcellia salmoni, unique représentant du genre Neopurcellia, est une espèce d'opilions cyphophthalmes de la famille des Pettalidae.

## Distribution
Cette espèce est endémique de Nouvelle-Zélande. Elle se rencontre au Southland.

## Description

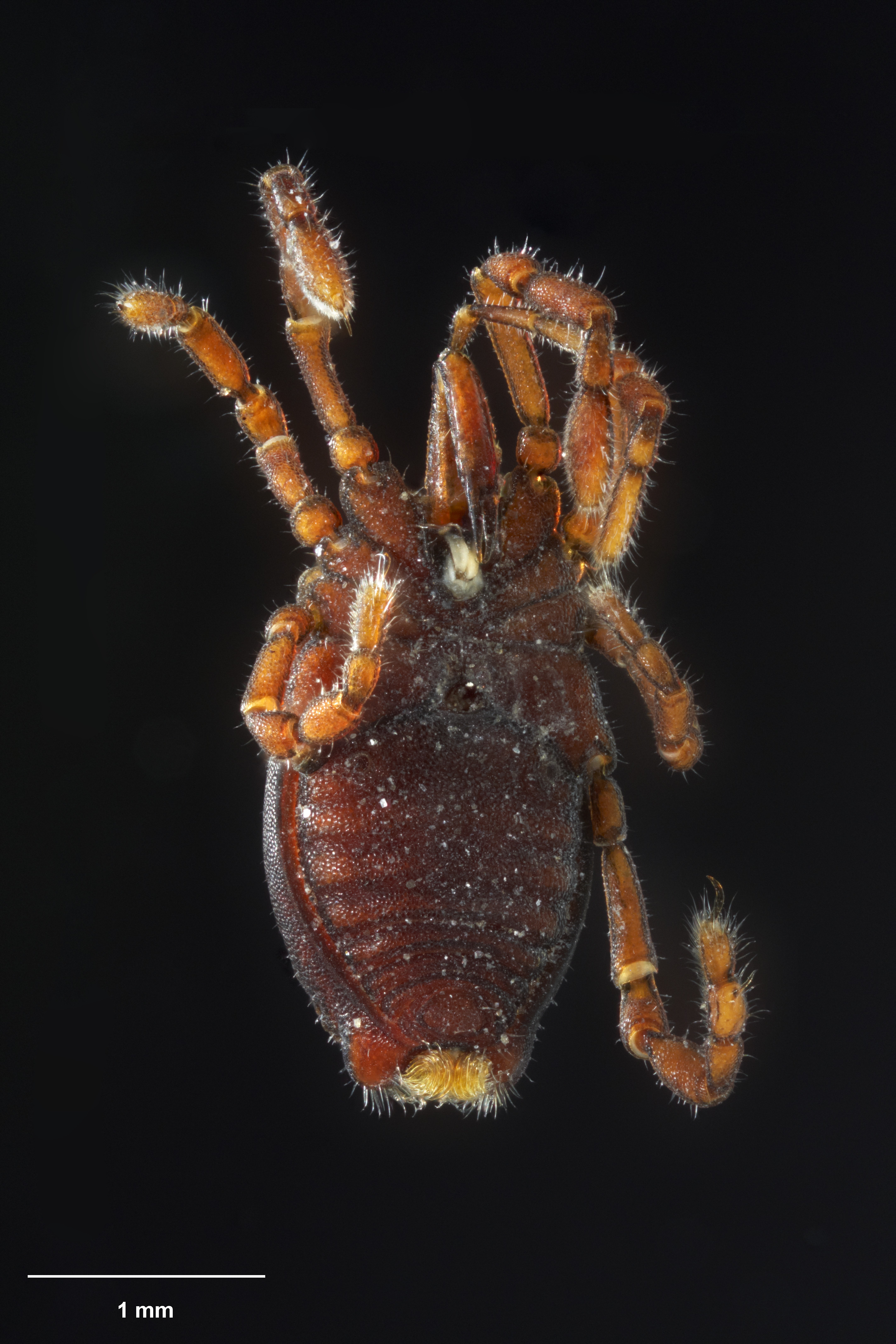
Neopurcellia salmoni

Le mâle holotype mesure 2,51 mm et la femelle paratype 2,25 mm.

## Étymologie
Cette espèce est nommée en l'honneur de John Tenison Salmon.

## Publication originale
- Forster, 1948 : « The sub-order Cyphophthalmi Simon in New Zealand. » Dominion Museum Records in Entomology, vol. 1, no 7, p. 79–119.